# Akron (Alabama)
Pour les articles homonymes, voir Akron.
Akron est une municipalité américaine située dans le comté de Hale en Alabama.
Selon le recensement de 2010, sa population est de 356 habitants. La municipalité s'étend sur 0,69 milles carrés (1,79 km2).

## Démographie
| 1920 | 1930 | 1940 | 1950 | 1960 | 1970 | 1980 | 1990 |
| ---- | ---- | ---- | ---- | ---- | ---- | ---- | ---- |
| 675  | 793  | 504  | 684  | 604  | 535  | 604  | 468  |

| 2000 | 2010 | - | - | - | - | - | - |
| ---- | ---- | - | - | - | - | - | - |
| 421  | 356  | - | - | - | - | - | - |